# 周邦庆
周邦庆，浙江山阴（今浙江绍兴）人，是一名清朝政治人物。
周邦庆曾于1875年接替魏畮先任嘉定县知县一职，1876年由许恒身接任。